# Olli Kivinen
Martti Olavi (Olli) Kivinen, född 20 september 1921 i Helsingfors, död 8 januari 1999 i Muonio, var en finländsk arkitekt och stadsplanerare.
Kivinen utexaminerades från Tekniska högskolan i Helsingfors 1948 och teknologie doktor 1960. Efter att ha varit verksam hos Otto-Iivari Meurman 1948–1950 startade han en egen arkitektbyrå 1950. Han blev lärare vid Tekniska högskolan i Helsingfors 1955, där han var professor i stadsplanelära 1960–1972 och i samhällsplanering 1972–1988.
Kivinen skapade ett stort antal region-, general-, stads- och centrumplaner för en lång rad städer och kommuner i Finland, däribland Joensuu (tillsammans med Meurman 1953), Villmanstrand (1958 och 1967), Tavastehus (tillsammans med Mika Erno, 1958) samt Kuopio, Kotka-Karhula, Hyvinge, Kyrkslätts centrum och Lövö i Helsingfors. Han uppgjorde även stadsplanen för Ras Lanuf i Libyen, en stad som byggdes upp för 40 000 invånare.  I sina stadsplaner eftersträvade han öppna kvarter med fritt utplacerade byggnader. Han utnämndes till honorär vice ordförande för International Federation of Housing and Planning 1960.